# Курск
Курск (рус. Курск) град је у Русији и административни центар Курске области. Налази се на ушћу река Кур и Сејм, 500 километара јужно од Москве, недалеко од украјинске границе. Према попису становништва из 2010. у граду је живело 414.595 становника.

## Историја града
Први помен Курска је из 1032. године. Тада је то био град чувен по каменоресцима. По археолошким подацима, насеље постоји од 8. века. 
Монголи су неколико пута уништавали град током 12. и 13. века. Највеће разарање извршио је монголски заповедник Бату Кан 1237. године, када је побијен највећи део становништва, а град потпуно разорен. Курск је обновљен тек крајем 13. века, а од 1508. године ушао је у границе Русије. Град је издржао током 17. века нападе Пољака и кримских Татара. Родио се у Курску 19. јула 1759. године Серафим Саровски.
Недалеко од града, у јулу и августу 1943. године одиграла се једна од одлучујућих битака Другог светског рата, битка код Курска у којој су Немци поражени.

## Садашњост
Околина Курска богата је гвожђем. Курск је значајно саобраћајно чвориште. У граду постоји Медицински универзитет, Универзитет технологије, Педагошки универзитет, као и Пољопривредна академија.

## Становништво
Према прелиминарним подацима са пописа, у граду је 2010. живело 414.595 становника, 2.153 (0,52%) више него 2002.
| 1939.   | 1959.   | 1970.   | 1979.   | 1989.   | 2002.   | 2010.   |
| ------- | ------- | ------- | ------- | ------- | ------- | ------- |
| 119.977 | 204.712 | 284.162 | 375.345 | 424.239 | 412.442 | 415.159 |

## Партнерски градови
- Цвајбрикен
- Шпејер
- Витен
- Ниш
- Ужице
- Тчев
- Веспрем
- Хернинг
- Черн
- Суми
- Дембно